# Jef Contryn
Jef Contryn (Mechelen, 1902 – 11 augustus 1991) is een van de belangrijkste Vlaamse promotors en beoefenaars van het poppen- en figurentheater. 
Hij was acteur, maar vooral secretaris van het befaamde Vlaams Volkstoneel. Later werd hij regisseur van het NIR. Jef Contryn leerde de Franstalige toneelschrijver Michel de Ghelderode kennen die hem in contact bracht met het poppentheater dat als een vorm van vernieuwing van het moderne theater werd beschouwd.
Vanaf 1930 gaf hij lezingen over dit onderwerp en in 1941 stichtte hij het marionettentheater 'Het Spelleke van Ulenspiegel'. Na de oorlog richtte hij het reizend poppentheater 'Hopla' op, dat faam verkreeg tijdens de wereldtentoonstelling van 1958 in Brussel en met tientallen voorstellingen voor de Vlaamse televisie.
In 1965 patroneerde het stadsbestuur van Mechelen 'Hopla' waarbij het de naam Mechels Stadspoppentheater kreeg en een eigen theater, speciaal voor poppenspel ingericht. Het groeide uit tot het beroepsgezelschap Figurentheater DE MAAN dat jaarlijks honderden voorstellingen brengt. 
In 1949 gaf hij het eerste vaktijdschrift in de Nederlandse taal uit 'Het Poppenspel' dat bleef verschijnen tot 1977. Dit was een voortzetting van zijn tijdschrift "De Poppenspeler" dat uitkwam in 1943-1944. Na 1977 kwam "Poppenspelberichten" in de plaats. Dit hield op te verschijnen in 1977.
In 1962 stichtte hij het 'Vlaams Verbond voor Poppenspel'. Hij begreep dat het poppen- en figurenspel zich alleen kon ontwikkelen mits de vorming van bekwame beoefenaars. Daarom begon hij in 1970 met de School voor Poppenspel en legde de grondslag van een figurentheaterarchief, -collectie en -museum. Het archief en de collectie worden momenteel beheerd door CEMPER, Centrum voor Muziek- en Podiumerfgoed, het voormalige Het Firmament.
Jef Contryn vertegenwoordigde België op internationale bijeenkomsten en congressen.